# Crònica bohèmia

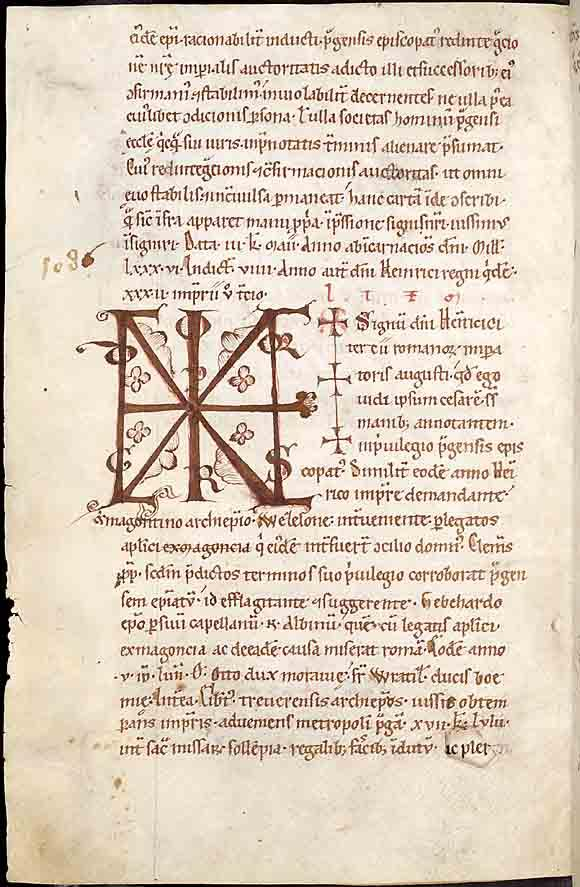
Pàgina de la Crònica bohèmia

La Crònica bohèmia, també anomenada Crònica txeca (Chronica Boemorum; en txec Kosmova kronika česká, també Kosmova Kronika Čechů), és una crònica medieval que tracta sobre la història de Bohèmia; fou escrita per l'historiador Cosmas de Praga als anys 1119-1125.

## Estructura i significat
La Crònica bohèmia, que també tracta sobre la història de Moràvia, aborda primer la prehistòria de Bohèmia basada en mites i llegendes. Relata el mite de l'arribada de la tribu al territori actual i registra els noms i fets dels primers governants llegendaris. Tot seguit descriu la història del país sota la dinastia Premíslida fins al 1125. S'hi tenen en compte les condicions de l'Església en aquest moment i les principals fonts disponibles llavors.
La Crònica bohèmia comprén tres llibres: 
- El primer comença amb la llegendària prehistòria de Bohèmia (l'avantpassat Cech) i s'estén fins al primer duc cristià Borivoj I i després al regnat de Bretislau I de 1034.
- El segon llibre és més històric. Narra el període fins al 1092, quan comença el regnat de Bretislau II.
- El tercer llibre cobreix el període fins als darrers anys de l'autor.

Malgrat algunes inconsistències cronològiques i de contingut, la crònica es convertí en un model d'historiografia medieval bohèmia. La continuà Vincent de Praga i l'abat Jarloch de Milevsko i altres cronistes fins a 1283; tots dos degueren relacionar-se amb la catedral de Praga. El van utilitzar com a font els cronistes bohemis posteriors (Pere de Zittau, Francesc de Praga, Benes Krabice Veitmile) i també va influir en les cròniques bohèmies posteriors medievals. Es conserva en 15 manuscrits.

## Descripció dels límits de la diòcesi de Praga (1086)
A l'any 1086, es reprodueix una carta de l'emperador Enric IV a l'arquebisbat de Praga, en què es descriuen els límits de la diòcesi en funció de les característiques geogràfiques i les tribus veïnes més menudes. Aquest document té molt d'interés per a Txèquia i Polònia, perquè les tribus individuals sols s'esmenten ací i, per tant, permet una mirada a les condicions territorials en el moment de la fundació de la diòcesi, al 973.

## Edicions
Llatí
- Bertold Bretholz und Wilhelm Weinberger (ed.): «Scriptores rerum Germanicarum», Nova sèries 2: Die Chronik der Böhmen des Cosmas von Prag (Cosmae Pragensis Chronica Boemorum). Berlin 1923 (Monumenta Germaniae Historica, Digitalisat)

Alemany
- G. Grandaur, Des Dekans Cosmas Chronik von Böhmen, (Geschichtschreiber der deutschen Vorzeit, 65) 1941, 3. Aufl.
- F. Huf, Cosmas von Prag, Die Chronik Böhmens, (Historiker des deutschen Altertums), Essen 1987

Anglés
- L. Wolverton, Cosmas of Prague. The Chronicle of the Czechs, Washington 2009